# Facundo de la Viña
Facundo de la Viña Manteola (Gijón, 21-2-1876 - Madrid 9-11-1952) fue un compositor español de música clásica y ópera.

## Vida y obra
Nacido en Gijón, pero afincado desde su infancia en Valladolid, Facundo de la Viña cursó sus estudios musicales en el Conservatorio de Madrid, donde fue alumno de piano de los maestros Zabalza y Tragó y estudió armonía y composición con Fontanilla, Fernández Grajal y Emilio Serrano, obteniendo excelentes calificaciones en todas las asignaturas.
Acabada la carrera en Madrid, pasó dos años de perfeccionamiento en París, donde recibió lecciones de Paul Dukas. Volvió a España en 1904 y se dedicó de lleno a la composición, creando numerosas obras para piano, canto y piano, poemas sinfónicos y óperas, todas ellas transidas de inspiración religiosa y de sentimiento nacionalista, manifestado en el uso constante del imaginario castellano y de su música folklórica.
A lo largo de su carrera musical de la Viña obtuvo numerosos reconocimientos. Su ópera en un acto Almas muertas, de 1905, fue premiada por la Real Academia de Bellas Artes de San Fernando; en 1910 fue premiado por su poema sinfónico Juventud, que databa de 1907; su ópera La princesa Flor de Roble (o Hechizo romancesco), de 1912, fue galardonada en un concurso nacional convocado por el Estado; ese mismo año de 1912 el Círculo de Bellas Artes de Madrid premió su poema sinfónico Hero y Leandro, cuya composición se remontaba a 1899. Especial mención merece su ópera La Espigadora, ganadora del primer Concurso Nacional de Ópera del Gran Teatro del Liceo de Barcelona de 1924, y única de las suyas que se representó íntegra, el invierno siguiente, obteniendo un gran éxito de crítica y público. Esos galardones no impidieron que a partir de los años treinta sus obras sinfónicas desaparecieran casi completamente de las salas de concierto.
La ideología de Facundo de la Viña le hizo abrazar la causa rebelde durante la Guerra Civil, que pasó en Valladolid y a cuyo término compuso el poema sinfónico para viola solista y orquesta de cuerda Cautivos por España (Lamento), en cuyos últimos compases se contiene una cita del himno falangista “Cara al sol”. Como consecuencia de esa toma de partido y de que su obra musical, con el peso del componente nacionalista y cristiano, se ajustaba perfectamente al ideario del régimen franquista, de la Viña fue designado en 1941 vocal del Consejo Nacional de Música y continuó cómodamente su carrera docente en el Conservatorio de Madrid, donde ocupó una cátedra. 
Facundo de la Viña falleció en Madrid en 1952, dejando una amplia producción de obras, que en su mayoría no habían sido siquiera estrenadas, ni lo han sido con posterioridad. En 1976 el ya veterano crítico musical y compositor Enrique Franco recordaba haber escuchado solo una interpretación de una obra suya, el poema sinfónico ‘’Sierra de Gredos’’. Solo en 2009 la Camerata del Prado, dirigida por Tomás Garrido, grabó su citado Lamento'. Existe también una grabación de su obra pianística, interpretada por Isidro Rodríguez Fernández y editada por por la Sociedad Española de Musicología.
En su ciudad natal de Gijón y en Valladolid hay una calle dedicada a la memoria del compositor.

## Juicio crítico
Sinfonismo sólido y bien trabado, tocado de evidentes halos románticos y fruto de un aliento creador generoso y auténtico […]La raíz nacional -no nacionalista- de la música de De la Viña es evidente, y sus procedimientos, ambiciosos en lo formal como en lo sonoro, eficaces y directos en lo expresivo, no pueden ser tachados de reaccionarios por la sola razón de no seguir la vía entonces más renovadora: el impresionismo y sus diversas derivaciones. En cierto modo, queda situada la obra de don Facundo en nuestro panorama en un lugar análogo al de la de su maestro, Dukas, en Francia.
Enrique Franco

[Facundo de la Viña] fue un compositor de corte romántico, de inspiración nacionalista, y en muchas de sus obras se muestra respetuoso con la tradición en cuanto a la forma, pero conocedor de las innovaciones tímbricas y armónicas, de sólida formación técnica y con influencias de Wagner y Strauss. A pesar de la ausencia de incorporación de los lenguajes musicales contemporáneos, en continua transformación en el siglo xx, hay que asignar a Viña el haber sido uno de los compositores que a comienzos del siglo xx contribuyeron al desarrollo del sinfonismo español. Por otra parte, obras como Sierra de Gredos supusieron en su momento una bandera nacionalista, siendo ésta concretamente considerada por la crítica como el punto de partida de la formación del sentimiento musical castellano
M.ª Antonia Virgili Blanquet.